# 2008年中国抵制家乐福

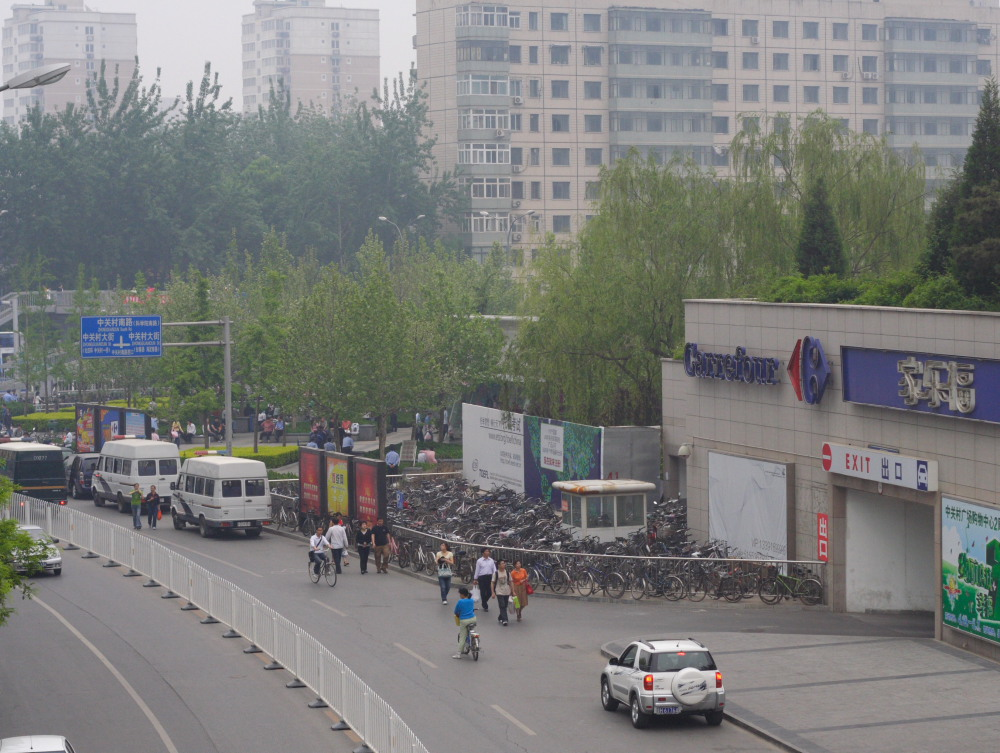
2008年5月1日下午，受到抵制事件的影响，家乐福北京中关村广场店车辆較假日預期稀少，不见以往每逢假日拥挤不堪的情景。不少警察和警车在附近巡逻

2008年中国抵制家乐福由部分中国大陆网民於2008年4月号召，主题是抵制法国连锁店家乐福超市、反对西藏独立、支持北京奥运。不過民眾抵制的浪潮不受當局肯定，官媒除批判不理性之外，在政府的干涉調停下，家乐福也很快宣佈稱支持京奧，於是銷售也逐漸恢復，抵制潮在五一黃金周無疾而終。中國抵制洋貨運動史上較少針對法國貨，此為較著名的一次。

## 起因
中國抵制洋貨運動史由來以久，可追溯至1905年。
2008年3月西藏骚乱，該騷亂引起欧洲媒体的强烈关注，中國媒體、官方及相當數量中國民眾皆認為中國境外相关报道偏向于批评中国；不久法国总统萨科齐则表示不排除抵制北京奥运会开幕式；4月16日，巴黎市长德拉诺埃表示，他将于21日向巴黎市议会提议，授予达赖喇嘛荣誉市民称号。
4月7日，北京奥林匹克运动会火炬在法国巴黎站传递时，遇到较多的抗议人士，有抗议者试图抢夺火炬，包括中国前残疾运动员金晶也遭遇暴力抢夺，法方组织者没有很好地保护火炬手。 火炬传递途中数次熄灭，后火炬手坐上巴士才能完成传递。

## 过程
巴黎火炬接力抗议事件使很多中国民众感到愤慨，並普遍認為法國該負事件惡化的責任。4月10日，26歲的網民“水嬰”將一條題為《抵制法國貨，從家樂福開始》的帖子，發布在了社區網站“貓撲”上面。 网络上开始讨论是否应该抵制法国货，其中家乐福成了主要话题。中国有媒体报道称，酩悦·轩尼诗－路易·威登集团曾资助藏独。 但《南方都市报》在对反抵制活动的报道中指出，抵制者引用的仅仅是网友说法，国内外各大媒体未见报道，而该报记者使用英文和法文搜索引擎也未发现LV集團与達賴喇嘛有关的报道。
有部分人士提出反对抵制，但大部分网民都选择支持抵制。

### 行动升级
4月13日，开始有媒体报道，中国网民呼吁抵制家乐福。 隨后，呼吁廣大民眾支持抵制的信息通過互聯網和手機短信迅速傳播，引起外界關注。4月15日，中国外交部发言人姜瑜称，“最近一些中国民众表达了他们自己的意见和情绪，这些都是事出有因，法方应很好地深思和反思。我相信这些中国民众会依法来表达他们的合理诉求。”4月16日，法国驻华大使苏和称，“抵制活动将不会有任何结果，中法两国经济关系在快速增长，这对双方都很有利。这种抵制不符合常识”。
4月17日，网络流传出武汉家乐福洪山广场店前的五星红旗降半旗的照片， 加劇了抵制浪潮。同日，有報道合肥有小学生参加抵制家乐福，在现场写标语、喊口号。 在昆明，马瑞彬等四人在南屏街的家乐福店门口，倡议反对抵制家乐福，但有围观者向其扔矿泉水瓶，并有人斥其为「汉奸、卖国贼」。
4月18日，数千合肥大专院校学生来到国际购物广场的家乐福长江西路店，打出国旗、唱国歌， 该店后被迫提前关门。 儘管家乐福大股东路易威登已經声明称其“从不支持任何与中国政府和中国人民利益相违背的组织与行为”，但是各地的抵制抗議活動不斷蔓延。隨后兩天，北京、武汉、青岛、合肥、哈尔滨、西安、济南、天津等地的家乐福店都遭遇示威，有示威者向店内雇员高呼“打倒汉奸”。

### 中國政府降溫
在抵制浪潮爆發不久后，中國政府就透过新华社呼吁民众冷静，把愤怒转化为力量，投注到国家经济发展。 新華社和《人民日報》相繼發表名為《爱国热情必须纳入理性的轨道》、《把爱国之情化为报国之志》、《愛國主義如何才更有力量？》等評論文章。中國時報报道称，由于擔心民族主義情緒一發難收拾，中共中央总书记胡錦濤及主管政法機關的中共中央政法委员会书记周永康已下令，禁止學生參與示威遊行。
4月22日，中國政府終于介入此次事件，出面赞扬家樂福经营中国业务的方式，也为它支持北京奥运表示感谢。这是中国政府第一次出面直接发表评论。
4月26日，「家乐福」一词被中国大陆的搜索服务提供商百度、谷歌中国、雅虎中国等暂时屏蔽。事件结束后，“家乐福”关键字回归了这些中国境内搜索引擎。
有報道指出，4月21日起至勞動節假期前，針對家樂福的大規模示威再沒有出現。

### 5月1日

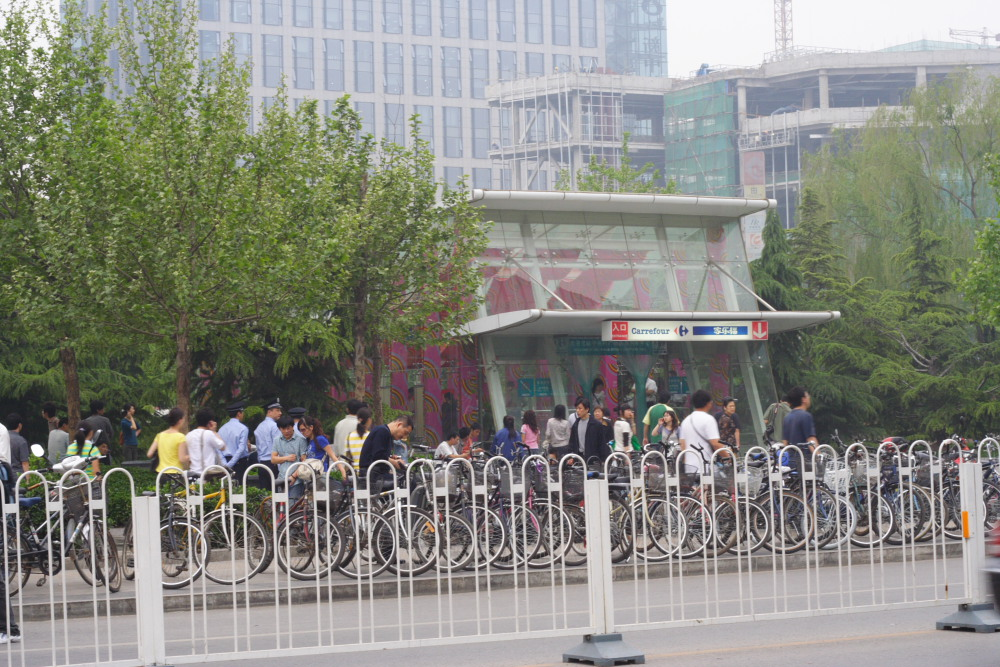
5月1日，为了避免过激事件的发生，公安民警在家乐福北京中关村广场店附近巡逻

由于網絡上部分網民號召將在5月1日國際勞動節發動大規模的抵制活動和示威抗議，因此“五一”期間的情況格外令人關注。在“五一”之前，一些組織五一抗議活動的QQ群紛紛发通知称抗议延迟甚至取消；另外有各方消息指出，中國政府发出通知，要求“五一”期间严格管理学生，不少高校更取消五一假期以防止学生参与抗议。
而實際上5月1日當天，也只有长沙、福州、沈阳、重庆和北京等少數幾個城市的部分家乐福店前出现抗议集会，只有数百人参加。 在北京最接近大学区的家乐福超市，大量穿制服或便衣的警力阻止了大多数示威人士；在早上警方還拘留了一些T恤上印着谴责藏独和西方媒体口号的示威者，并让他们脱掉T恤。 这些家樂福店的生意收到一定影響，一名长沙家乐福店员告诉法新社记者，当天店里的顾客寥寥无几；而北京的家樂福店員則表示，與假日預期水平相比生意略顯清淡，但還是比平時忙碌。 据香港电子传媒报道，在北京的示威中，有七男两女被警方扣留。
有分析人士認為，“五一”期間雖然發生抵制家樂福的示威，但是規模縮水，顯示政府的降溫措施有效。

## 外界反应

### 法國
事件發生後，法國試圖緩和情勢，修補中法關係。除了原定法國參議院議長訪程計劃不變外，法國總統亦再派遣前總理让-皮埃尔·拉法兰及兩名特使前往中國處理該事件。参议院议长克里斯蒂安·蓬斯莱訪華期間還交給金晶一封薩科齊總統的慰問信。 另外，法國總統顧問等官員亦隨後到達中國。  但与此同时，巴黎市议会21日经过投票，决定授予西藏精神領袖达赖喇嘛“荣誉市民”称号，同时被授予这一称号的，还有國內維權人士胡佳。 法新社评论称，这一举动无疑将使中法關係进一步紧张。

### 台灣
在台灣，朝野政黨均無對此事件發表重大評論，台灣各地數十家家樂福分店營運正常；台灣社會各界也無任何活動來呼應此中國大陸的事件。《自由時報》與《聯合報》分別以《民族主義高漲 中國政府拖著人民玩火》、《中共操控民族主義將對中國經濟造成重創》 及《留意中國的民族主義延燒》 表達對於中國民族主義高漲的疑慮或不認同。

### 香港
香港各界的媒體對于中國大陸的抵制浪潮做了廣泛的報道，媒体对大陆此类示威活动的看法各不相同。部分媒體對民族主義的泛濫持擔憂態度，但也紛紛分析浪潮擴大的機會不大。亦有部分人士認為，这次的反法示威得到中国政府默许、操控，示威是中国政府的一张牌，当局的降温举措，是担心示威一旦持续或者扩大，会卷入内政问题。

## 另見
- 中國抵制洋貨運動史

## 注解
1. ↑  . 美国之音. 2008-04-20  [2010-04-10].[永久]
2. ↑  萨科齐：不排除抵制北京奥运开幕式，東森電子報2008年3月26日
3. ↑  .   [2008-04-23]. （原始内容存档于2020-07-16）.
4. ↑  轮椅上的微笑天使”金晶讲述保护火炬经历 （页面存档备份，存于），第29届奥林匹克运动会火炬接力官方网站，2008年4月8日
5. ↑  巴黎行连4熄 圣火改搭巴士 （页面存档备份，存于），自由时报电子报，2008年4月7日
6. ↑  薩科齊致信邀金晶訪法 只因不贊成抵制家樂福／金晶被罵“漢奸” （页面存档备份，存于） 北美新浪網
7. ↑  家乐福大股东涉嫌资助达赖 网友抵制法国品牌 （页面存档备份，存于），新浪，2008年4月15日
8. ↑  昆明网友发起反抵制行动[]，南方都市报，2008年4月18日
9. ↑  贺延光：我不赞成抵制家乐福 （页面存档备份，存于），2008年4月15日
10. ↑  白岩松反对抵制家乐福 称抵制像一种"内讧" （页面存档备份，存于），新华网，2008年4月16日
11. ↑  金晶：不赞成抵制法国家乐福 （页面存档备份，存于），网易，2008年4月16日
12. ↑  问卷调查显示70%被调查者选择“抵制”家乐福 （页面存档备份，存于），搜狐新闻，2008年4月17日
13. ↑  8成网友赞成抵制家乐福 （页面存档备份，存于），新浪，2008年4月17日
14. ↑   Archive.today的存檔，存档日期2012-07-07，2008年4月14日
15. ↑  外交部：中国民众表达意见事出有因 （页面存档备份，存于），新浪，2008年4月16日
16. ↑  法国驻华大使：抵制家乐福不正当且没有意义 （页面存档备份，存于），新浪，2008年4月17日
17. ↑  武汉家乐福调查降半旗事件 （页面存档备份，存于），新浪，2008年4月18日
18. 1 2  安徽省合肥市大小学生争着抵制家乐福[]，2008年4月18日，RFA
19. ↑  合肥家乐福门前众多小学生集体抵制家乐福 （页面存档备份，存于）（视频）
20. ↑  昆明网友发起全国首例反抵制家乐福行动 （页面存档备份，存于），RFI，2008年4月18日
21. ↑  昆明家乐福：反抵制者遭水瓶袭击 （页面存档备份，存于），新浪，2008年4月18日
22. ↑  香港無綫電視和香港有線電視記者在採訪中被公安打傷。合肥家乐福遭市民抗议 长江店被迫提前关门 （页面存档备份，存于），新浪，2008年4月19日
23. ↑  家乐福大股东路易威登发表声明称从未支持“藏独” （页面存档备份，存于），RFI，2008年4月19日
24. ↑  北京、武汉民众到法资家乐福示威 （页面存档备份，存于），BBC，2008年4月19日
25. ↑  法中关系面临考验北京武汉青岛合肥四城市出现反法示威 （页面存档备份，存于），RFI，2008年4月19日
26. ↑  中国民众反法国示威持续扩散 （页面存档备份，存于），BBC，2008年4月20日
27. 1 2  中国设法冷却民间“爱国热情” （页面存档备份，存于） BBC 2008-04-18
28. ↑  中国民众反法国示威持续扩散 （页面存档备份，存于） BBC 2008-04-20
29. 1 2  反法降溫 胡錦濤嚴禁學生參與 （页面存档备份，存于） 中國時報 2008-04-20
30. ↑  中国政府出面赞扬家乐福 （页面存档备份，存于） 路透社 2008-04-22
31. ↑  .   [2008-05-08]. （原始内容存档于2008-05-08）.
32. 1 2  萨尔科齐致信中国火炬手金晶 （页面存档备份，存于） BBC 2008-04-21
33. 1 2  五一抵制家乐福有人被捕 规模缩水当局降温奏效 （页面存档备份，存于） 自由亞洲電臺 2008-05-01
34. ↑  中国加强网络封锁并给“抵制家乐福”等抗议活动降温 （页面存档备份，存于） 自由亞洲電臺 2008-05-03
35. 1 2  中国阻止针对家乐福抗议活动[] 英國金融時報 2008-05-04
36. ↑  中国家乐福“五一”又遭抗议 （页面存档备份，存于），BBC，2008年5月1日
37. ↑  五一家乐福继续没有福 （页面存档备份，存于），德国之声，2008年5月1日
38. ↑  仅遭小示威抵制 家乐福顺利挺过"五一" （页面存档备份，存于），侨报网，2008年5月1日
39. ↑  .   [2008-04-22]. （原始内容存档于2008-10-06）.
40. ↑  .   [2008-04-23]. （原始内容存档于2008-05-16）.
41. ↑  民族主義高漲 中國政府拖著人民玩火 （页面存档备份，存于） 自由時報 2008-04-18
42. ↑  中共操控民族主義將對中國經濟造成重創 （页面存档备份，存于） 自由時報 2008-04-23
43. ↑  留意中國的民族主義延燒 （页面存档备份，存于） 聯合報 2008-04-19
44. ↑  香港媒体报道抵制家乐福事件 （页面存档备份，存于） 自由亞洲電臺 2008-04-21